# Superficie equipotencial

Superficies equipotenciales de un dipolo eléctrico: las líneas de la figura representan la intersección de las superficies equipotenciales con el plano de simetría paralelo al momento dipolar.

Una superficie equipotencial es el lugar geométrico de los puntos de un campo escalar en los cuales el "potencial de campo" o valor numérico de la función que representa el campo, es constante. Las superficies equipotenciales pueden calcularse empleando la ecuación de Poisson.
El caso más sencillo puede ser el de un campo gravitatorio en el que hay una masa puntual: las superficies equipotenciales son esferas concéntricas alrededor de dicho punto. El trabajo realizado por esa masa siendo el potencial constante, será pues, por definición, cero.
Cuando el campo potencial se restringe a un plano, la intersección de las superficies equipotenciales con dicho plano se llaman líneas equipotenciales.